# Ann Leslie
Pour les articles homonymes, voir Leslie.
Dame Ann Elizabeth Mary Leslie, née le 28 janvier 1941 et morte le 25 juin 2023, est une journaliste britannique travaillant pour le Daily Mail.

## Éducation
Ann Leslie est née à Rawalpindi, dans le Raj britannique (maintenant au Pakistan), où elle passe ses premières années, fréquentant une école de langue anglaise et a été témoin de la partition des Indes. 
En 1950, ses parents l'envoient dans un internat en Angleterre, où elle a fréquenté la Presentation Convent School à Matlock, Derbyshire, et la St Leonards-Mayfield School, East Sussex. Elle fréquente ensuite le collège Lady Margaret Hall, à Oxford.

## Carrière
Son premier emploi dans le journalisme est au Daily Express à Manchester en 1962. Elle rejoint le Daily Mail en 1967. 
Elle interviewe de grandes stars de cinéma, des artistes ou des personnalités politiques, et rend compte de nombreuses guerres, conflits civils et histoires politiques dans environ 70 pays. Lors du lancement par Reuters / Press Gazette du Newspaper Hall of Fame, elle est désignée comme l'une des journalistes les plus influentes des quarante dernières années. Dans The Great Reporters de David Randall (célébrant les 13 meilleurs journalistes britanniques et américains de tous les temps), elle est présentée comme "la journaliste la plus polyvalente de tous les temps".
Elle est une animatrice régulière sur la BBC dans Question Time, Any Questions?, Dateline London, mais aussi sur Sky News et dans d'autres organismes de diffusion internationaux.
Ann Leslie est interviewée par National Life Stories (C467/18) en 2007-2008 pour la collection « Histoire orale de la presse britannique » détenue par la British Library.
Elle couvre notamment pour le Daily Mail la chute du mur de Berlin, le coup d'État manqué contre Mikhaïl Gorbatchev et la marche finale de Nelson Mandela vers la liberté. Elle fait aussi des interviews secrètes en Iran et en Corée du Nord. Lors d'une expérience dangereuse en Rhodésie et au Zimbabwe, elle critique les autres journalistes ne s'avanturant pas en dehors de leur hôtel tout en rapportant des histoires sensationnelles, une forme de journalisme jaune selon elle,.
Ses mémoires, Killing My Own Snakes, sont publiées en 2008.

## Récompenses
Ann Leslie remporte neuf British Press Awards et deux Lifetime Achievement Awards. En 1999, elle reçoit le prix James Cameron du reportage international. 
Elle est nommée à l'Ordre de l'Empire britannique le 30 décembre 2006, pour ses "services rendus au journalisme".[réf. nécessaire].
En 2012, elle remporté le prix de la contribution exceptionnelle au journalisme lors de la huitième édition annuelle des International Media Awards à Londres le 5 mai 2012 ,.